# 凌以安
凌以安（1912年—2010年1月5日），中華民國大陸時期政治人物、教育人物，曾任吳興縣參議長。原浙江省文史館館員。

## 生平
1946年至1949年，擔任吳興縣參議長。
中華人民共和國成立後，凌以安遭到迫害，至1979年才得以平反，返回湖州定居。1984年，湖州市政协成立后即安排凌担任政协委员。1991年经浙江省人民政府聘为浙江省文史研究馆馆员。
2004年，時任浙江省委書記、省人大常委會主任習近平與省委祕書長张曦在湖州看望凌以安。
2010年1月5日上午8時15分，凌在湖州中心醫院病逝，享壽99歲。

## 著作
- 《民国时期湖州教育史》
- 《西塞烟云》

### 引用
1. ↑  湖州市图书馆 2018.
2. ↑  浙江年鉴杂志社 2005，第59頁.

### 來源
- 浙江年鉴杂志社. . 浙江年鉴杂志社. 2005 （中文（中国大陆））.
- 湖州市图书馆. . 2018-03-29  [2023-07-15]. （原始内容存档于2023-07-15） （中文（中国大陆））.